# 大島健一
大島健一（日语：／，1858年6月19日—1947年3月24日），日本陸軍軍官、政治人物，退役前军衔为陸軍中将。曾任陸軍大臣、貴族院勅選議員、大東文化学院总長。

## 生平
1858年生于美濃国岩村藩惠那郡岩村町（今岐阜县惠那市），为藩士之子。1881年陸軍士官学校（旧4期）毕業，后曾在德国留学。1894年甲午战争期间受山縣有朋信任，任第1軍副官。1902年2月22日至9月4日任参謀本部部員，期间代理参謀本部第4部長事務。同年12月19日晋升陸軍砲兵大佐，任参謀本部第4部部長。
1904年日俄战争期间在大本营任职，之后在参謀本部任职。1907年11月13日晋升陸軍少将，同日至1908年12月21日在参謀本部任职。1908年1月22日至12月21日代理参謀本部第4部長事務，12月21日至1912年4月26日任参謀本部总務部長，1908年12月21日至1909年12月10日兼任参謀本部第4部長。1912年4月26日至1914年4月17日任参謀次長。1913年8月22日晋升陸軍中将。1914年4月17日至1916年3月30日任陸軍次官。1916年3月30日至10月9日任第2次大隈内閣陸軍大臣，10月9日至1918年9月29日任寺内内閣陸軍大臣。1918年10月10日至1919年5月任青岛守备军司令官。1919年編入预备役。
1920年6月2日任貴族院勅選議員。1926年任大東文化学院第三任总长。1940年至1946年任枢密顧問官。1946年公職追放。1947年3月24日卒。

## 家庭
长子大島浩为陸軍中将、日本駐德国大使。